# Umeå tingslag
Umeå tingslag (mellan 1921 och 1965 även kallad Umeås domsagas tingslag) var ett tingslag i Västerbottens län, Västerbotten. Tingslagets område motsvaras av nuvarande Umeå och Vännäs kommuner. 1934 hade tingslaget 27 798 invånare på en yta av 2 621 kvadratkilometer, varav land 2 519. Tingsställe var Umeå.
1965 upplöstes tingslaget då Umeå socken fördes till Umeå rådhusrätts domkrets och övriga till Västerbottens södra domsagas tingslag.
Tingslaget tillhörde till 1820 Västerbottens södra kontrakts domsaga, mellan 1820 och 1921 Västerbottens södra domsaga och mellan 1921 och 1965 Umeå domsaga. 

## Socknar
Följande socknar ingick i tingslaget:
- Umeå landssocken
- Sävars socken från 1823
- Vännäs socken från 1825
- Hörnefors socken mellan 1914 och 1920, enbart delen som före bildandet legat i Umeå socken
- Holmsunds socken från 1917/1918
- Holmöns socken från 1923/1924